# Lebetus scorpioides
 Lebetus scorpioides és una espècie de peix de la família dels gòbids i de l'ordre dels perciformes.

## Morfologia
- Els mascles poden assolir 4 cm de longitud total.[4][5]

## Alimentació
Menja crustacis petits (decàpodes i amfípodes), poliquets i bivalves.

## Hàbitat
És un peix marí i de clima temperat que viu entre 30-375 m de fondària.

## Distribució geogràfica
Es troba des del sud-oest d'Islàndia, les illes Fèroe i Hemnefjord (Noruega) fins al nord de la Mar Cantàbrica.

## Observacions
És inofensiu per als humans.